# Athens (Wirginia Zachodnia)
Athens – miasto w Stanach Zjednoczonych, w stanie Wirginia Zachodnia, w hrabstwie Mercer.